# Fadzayi Mahere
Fadzayi Mahere est une avocate et femme politique zimbabwéenne. 
Après une carrière d'avocate, en avril 2016, elle s'est fait connaître lors des manifestations contre le gouvernement et a été arrêtée à plusieurs reprises en conséquence.

## Enfance et éducation
Fadzayi Mahere a grandi à Mount Pleasant, Harare, et a fréquenté l'école Arundel. 
Elle s'est inscrite, en 2004, à l'université du Zimbabwe ; elle y a obtenu un baccalauréat en droit (LLB Hons) en 2008. En 2010, elle s'est inscrite à l'université de Cambridge pour un master en droit pénal international et en litige commercial international ; elle a obtenu son diplôme en 2011,.

## Carrière
En juin 2016, l'avocate Mahere a participé à l’enquête publique de la Reserve Bank of Zimbabwe sur l'impression et l'introduction de billets obligataires supplémentaires en 2016. Lors de cet événement, Mahere a souligné que les obligations obligataires étaient inconstitutionnelles, selon le chapitre 17 de la Constitution. 
Toujours en 2016, dans le cadre du mouvement #thisflagmovement, elle a mobilisé les gens, en utilisant principalement les réseaux sociaux tels que Facebook Live et Twitter pour se soulever contre le gouvernement. 
En 2017, elle a annoncé sa candidature aux élections de Mt Pleasant en 2018 en tant que candidate indépendante. Elle a été arrêtée en 2017 après avoir organisé un tournoi de football dans sa circonscription et a été inculpée en vertu de la Loi sur l'ordre public et la sécurité (POSA).
En juin 2019, elle a officiellement rejoint le parti Mouvement pour le changement démocratique – Tsvangirai (MDC) en tant que secrétaire à l'éducation. En mai 2020, elle a été désignée porte-parole nationale de la MDC-Alliance. Elle a dénoncé la corruption des autorités administratives du Zimbabwe.

## Récompenses
Mahere a fait partie de l'équipe du Zimbabwe qui a remporté le concours All Africa International Humanitarian Law Moot Court Competition à Arusha, en Tanzanie en 2007 et elle a reçu le prix de la meilleure plaidoirie en finale.